# Nahošovice
Nahošovice település Csehországban, Přerovi járásban. Nahošovice Turovice, Hradčany, Domaželice és Dřevohostice településekkel határos. Lakosainak száma 154 fő (2024. január 1.).

## Népesség
A település lakosságának változását az alábbi diagram mutatja:
| Lakosok száma | 219  | 273  | 321  | 253  | 240  | 181  | 169  | 165  | 160  | 154  |
|               | 1869 | 1890 | 1921 | 1950 | 1980 | 2001 | 2017 | 2019 | 2022 | 2024 |